# Ferenc Ecker
Ferenc Ecker (Szombathely, 2 luglio 1896 – ...) è stato un allenatore di calcio e calciatore ungherese.

## Carriera
Allenò la Pistoiese in Serie B nel 1927-1928 e varie altre squadre in Serie C.